# 高住神社
高住神社（たかすみじんじゃ）は、福岡県田川郡添田町の英彦山北東山麓（鷹ノ巣山の西方）にある神社。西方近隣にある英彦山神宮の元摂社であり、旧社格は県社。

## 概要
創建については、英彦山神宮のそれがそのまま採用されており、継体天皇の御代に藤山恒雄（藤原恒雄・忍辱）によって創建されたとされる。
高住神社自体の前身は、建保元年（1213年）『彦山流記』（高千穂家蔵）に見える「彦山四九窟」の18番目「豊前窟」に建てられた坊社・豊前坊（ぶぜんぼう）であり、修験道の修行の窟寺であった。また、その名前がそのまま高名な天狗の名前として採用され、定着した。

## 祭神
- 豊日別命（豊日別国魂神）
- 天照大神
- 天火明命（天照国照彦火明之命）
- 火須勢理命（火燗之命）
- 少彦名命